# Károly Bakos
Károly Bakos (ur. 2 marca 1943 w Budapeszcie) – węgierski sztangista, brązowy medalista olimpijski i dwukrotny medalista mistrzostw świata.

## Kariera
Do 1968 roku startował w wadze średniej (do 75 kg), a następnie w wadze półciężkiej (do 82,5 kg). Pierwszy sukces w karierze osiągnął w 1968 roku, kiedy podczas igrzysk olimpijskich w Meksyku zdobył brązowy medal w wadze średniej. W zawodach tych wyprzedzili go jedynie Wiktor Kuriencow z ZSRR i Japończyk Masushi Ōuchi. Zdobył tam równocześnie brązowy medal mistrzostw świata. Był to jego jedyny start olimpijski. Na rozgrywanych rok później mistrzostwach świata w Warszawie zajął drugie miejsce w wadze półciężkiej, rozdzielając na podium Ōuchiego i Borisa Sielickiego z ZSRR. W tym samym roku został też mistrzem Europy.